# Liste der Baudenkmäler in Fischach
Auf dieser Seite sind die Baudenkmäler in dem schwäbischen Markt Fischach zusammengestellt. Diese Tabelle ist eine Teilliste der Liste der Baudenkmäler in Bayern. Grundlage ist die Bayerische Denkmalliste, die auf Basis des Bayerischen Denkmalschutzgesetzes vom 1. Oktober 1973 erstmals erstellt wurde und seither durch das Bayerische Landesamt für Denkmalpflege geführt wird. Die folgenden Angaben ersetzen nicht die rechtsverbindliche Auskunft der Denkmalschutzbehörde.

## Baudenkmäler nach Ortsteilen

### Fischach
| Lage                           | Objekt                              | Beschreibung | Akten-Nr.              | Bild                               |
| ------------------------------ | ----------------------------------- | --- | ---------------------- | ---------------------------------- |
| Am Judenhof 6 (Standort)       | Ehemaliges Rabbiner- und Schulhaus  | dreigeschossiger Walmdachbau mit Stichbogenfenstern, 1847 als zweigeschossiger Bau errichtet, um 1900 aufgestockt.                                                                                     | D-7-72-141-21 Wikidata | Ehemaliges Rabbiner- und Schulhaus |
| Nähe Kapellenstraße (Standort) | Katholische Kapelle St. Leonhard    | Rechteckbau mit dreiseitigem Schluss und Dachreiter mit Zeltdach, 1710, Westfassade von Sebastian Rindle 1759; mit Ausstattung.                                                                        | D-7-72-141-1 Wikidata  | weitere Bilder                     |
| Hauptstraße 8 (Standort)       | Katholische Pfarrkirche St. Michael | Saalbau mit eingezogenem Chor und nördlichem Turm mit Satteldach, Turm und Kern des Langhauses um 1490, Chor von Joseph Meitinger 1730, Langhaus 1753 verändert, Erweiterung 1964/65; mit Ausstattung. | D-7-72-141-2 Wikidata  | weitere Bilder                     |
| Am Ährenfeld 8 (Standort)      | Jüdischer Friedhof                  | dreiseitig ummauert mit zahlreichen historischen Grabsteinen, ältester Teil der Anlage Ende 18. Jahrhundert.                                                                                           | D-7-72-141-3 Wikidata  | weitere Bilder                     |

### Aretsried
| Lage                          | Objekt                                 | Beschreibung | Akten-Nr.             | Bild                                   |
| ----------------------------- | -------------------------------------- | --- | --------------------- | -------------------------------------- |
| Kirchbauerngasse 3 (Standort) | Katholische Pfarrkirche St. Pankratius | Rechteckbau mit südlichem Turm mit abgeflachtem Spitzhelm, spätklassizistischer Neubau von Johann Michael Voit, 1828, Turmuntergeschoss 17. Jahrhundert; mit Ausstattung. | D-7-72-141-4 Wikidata | Katholische Pfarrkirche St. Pankratius |
| Pankratiusstraße 9 (Standort) | Holzfigur                              | hl. Ulrich, Holz, 1. Hälfte 18. Jahrhundert. | D-7-72-141-6 Wikidata | Holzfigur                              |

### Elmischwang
| Lage                           | Objekt                               | Beschreibung | Akten-Nr.             | Bild           |
| ------------------------------ | ------------------------------------ | --- | --------------------- | -------------- |
| Elmischwang 1 und 2 (Standort) | Ehemaliges Schloss, jetzt Altersheim | dreigeschossiger Walmdachbau mit übergiebeltem Mittelrisalit, Treppenturm mit gedrücktem Helm und über den Ecken des Obergeschosses Turmaufbauten mit Zwiebelhauben, historisierender Neubau nach Plänen von Johann Rieperdinger, 1902/03; südliches Nebengebäude, zweigeschossiger Walmdachbau, neuklassizistisch, etwa gleichzeitig; Einfriedung, wohl gleichzeitig. | D-7-72-141-8 Wikidata | weitere Bilder |

### Itzlishofen
| Lage                      | Objekt                                | Beschreibung | Akten-Nr.              | Bild                                  |
| ------------------------- | ------------------------------------- | --- | ---------------------- | ------------------------------------- |
| Vögelestraße 6 (Standort) | Katholische Kapelle Mariä Heimsuchung | lisenengegliederter Rechteckbau mit dreiseitigem Schluss und nördlichem Turm mit Spitzhelm, 1868; mit Ausstattung. | D-7-72-141-10 Wikidata | Katholische Kapelle Mariä Heimsuchung |

### Lehnersberg
| Lage                     | Objekt  | Beschreibung | Akten-Nr.              | Bild    |
| ------------------------ | ------- | --- | ---------------------- | ------- |
| Lehnersberg 2 (Standort) | Schloss | zweigeschossiger Satteldachbau mit traufseitig je einem Mittelrisalit und Treppengiebeln, nach Plänen von Jean Keller, 1894/95; Wirtschaftsgebäude, Satteldachbau mit Fachwerkoberteil, wohl gleichzeitig. | D-7-72-141-11 Wikidata | Schloss |

### Reitenbuch
| Lage                     | Objekt                             | Beschreibung                                                                                               | Akten-Nr.              | Bild                               |
| ------------------------ | ---------------------------------- | --- | ---------------------- | ---------------------------------- |
| Dorfstraße 20 (Standort) | Katholische Kapelle St. Laurentius | Rechteckbau mit eingezogenem Chor und nördlichem Turm mit Spitzhelm, neugotisch, 1866/68; mit Ausstattung. | D-7-72-141-12 Wikidata | Katholische Kapelle St. Laurentius |

### Siegertshofen
| Lage                           | Objekt                               | Beschreibung | Akten-Nr.              | Bild                              |
| ------------------------------ | ------------------------------------ | --- | ---------------------- | --------------------------------- |
| Kirchberg 6 (Standort)         | Pfarrhaus                            | zweigeschossiger Satteldachbau, 1724.                                                                                         | D-7-72-141-13 Wikidata | Pfarrhaus                         |
| Kirchberg 8 (Standort)         | Katholische Pfarrkirche St. Nikolaus | Saalbau mit eingezogenem Chor und nördlichem Turm mit Satteldach, gotische Anlage um 1495, Anbauten 1872/77; mit Ausstattung. | D-7-72-141-14 Wikidata | weitere Bilder                    |
| Nähe Schläulestraße (Standort) | Katholische Kapelle St. Sebastian    | Rechteckbau mit Satteldach und Korbbogenöffnungen, 1690; mit Ausstattung.                                                     | D-7-72-141-16 Wikidata | Katholische Kapelle St. Sebastian |

### Tronetshofen
| Lage                        | Objekt                           | Beschreibung                                                                                     | Akten-Nr.              | Bild                             |
| --------------------------- | -------------------------------- | ------------------------------------------------------------------------------------------------ | ---------------------- | -------------------------------- |
| Staudenstraße 26 (Standort) | Katholische Kapelle St. Leonhard | Saalbau mit eingezogenem Chor und nördlichem Dachreiter mit Zwiebelhaube, 1747; mit Ausstattung. | D-7-72-141-17 Wikidata | Katholische Kapelle St. Leonhard |

### Willmatshofen
| Lage                              | Objekt                            | Beschreibung | Akten-Nr.              | Bild           |
| --------------------------------- | --------------------------------- | --- | ---------------------- | -------------- |
| Wilhelm-Wörle-Straße 8 (Standort) | Katholische Pfarrkirche St. Vitus | Saalbau mit eingezogenem Chor und nördlichem, unverputztem Backsteinturm mit Satteldach, Turmunterbau 1440–50, Turmerhöhung 2. Hälfte 15. Jahrhundert, Kirche durch Leonhard Koch 1843 neu erbaut; mit Ausstattung. | D-7-72-141-18 Wikidata | weitere Bilder |

### Wollmetshofen
| Lage                     | Objekt                                          | Beschreibung | Akten-Nr.              | Bild                        |
| ------------------------ | ----------------------------------------------- | --- | ---------------------- | --------------------------- |
| Ortsstraße 26 (Standort) | Ehemaliges Benefiziatenhaus                     | zweigeschossiger Walmdachbau mit Putzgliederungen, 1808.                                                                  | D-7-72-141-19 Wikidata | Ehemaliges Benefiziatenhaus |
| Ortsstraße 29 (Standort) | Katholische Filialkirche St. Jakobus der Ältere | kreuzförmige Anlage mit Westturm mit Spitzhelm, Langhaus 1720, Verlängerung und Turm 1859, Chor 1975/76; mit Ausstattung. | D-7-72-141-20 Wikidata | weitere Bilder              |